# TV3 (Malaysia)
TV3 ist ein malaysischer Fernsehsender, der zur Media Prima Berhad gehört. 2013 blieb TV3 der frei empfangbare Fernsehsender mit den meisten Zuschauern. Wie die meisten südostasiatischen Fernsehsender ist TV3 für seine Seifenopern bekannt.

## Geschichte
TV3 begann am 1. Juni 1984 um 18:00 Uhr MYT (Malaysian Time) mit der Ausstrahlung seines Programmes und wurde vom damaligen und jetzigen Premierminister Mahathir bin Mohamad gestartet.
Mit Singapur geriet der Fernsehsender in Streit, weil er Programme in Kantonesisch ausstrahlte, was der Politik der Regierung von Singapur widersprach, Mandarin statt anderer Dialekte in den Medien zu fördern. Infolgedessen wurden Leute in von der Regierung gebauten Wohnblocks an der Installation der erforderlichen Spezialantennen, um TV3 zusätzlich zu empfangen, gehindert. Lokale Zeitungen und Zeitschriften durften kein Fernsehprogramm für TV3 abdrucken, obwohl diese für die anderen malaysischen Fernsehsender verfügbar waren. TV3 war bei Singapur Cablevision (jetzt StarHub TV), dem einzigen Kabel-TV-Anbieter in Singapur, verfügbar, bis der Sender am 2. Juli 2002 aufgrund von Urheberrechtsfragen entfernt wurde.
Im Jahr 2007 wurde die Reality-TV-Sendung Sensasi auf TV3 verboten, weil der Moderator Awal Ashaari beschuldigt wurde „eine Person aus Sensationslust gedemütigt zu haben“, was mit Beschwerden über die Schauspielerin Rosnah Mat Aris einherging, die Siti Khadijah, die Frau des Propheten Mohammed, mit dem Umwerben jüngerer Männer durch Frauen in Verbindung gebracht hatte. Eine andere Reality-TV-Show, Teleskop wurde 1995 verboten, nachdem das Panel-Mitglied Nasir Jani über den Premierminister Mahathir bin Mohamad geflucht hatte.
Im Jahr 2010 strahlte TV3 eine umstrittene Werbung für das Fest des Fastenbrechens aus, die Elemente des Christentums, Hinduismus und Buddhismus in das Fest des Fastenbrechens einbezog. Dies löste vor allem bei den malaiischen Muslimen große öffentliche Empörung aus. Die Anzeige wurde dann nach wenigen Tagen zurückgezogen und TV3 zu einer Geldstrafe von 50.000 MYR für die Ausstrahlung verurteilt.
Im Jahr 2015 wurde TV3 des Plagiats beschuldigt, nachdem bekannt wurde, dass sein neues Nachrichtendesign von dem niederländischen Fernsehsender RTL Nieuws kopiert worden war, der im Mai 2014 sein neues Nachrichtendesign eingeführt hatte.
Seit dem 1. April 2016 wurde ein Teleshopping-Block genannt CJ Wow-Shop über Media-Prima-Sender ausgestrahlt. Einige Media-Prima-Sender (insbesondere NTV7 und TV9) waren mehr von den Änderungen betroffen. Dieser Block löste große Kritik auf Social Media aus, weil ein großer Teil des Tagesprogrammes durch den CJ Wow Shop ersetzt wurde, wo zuvor meist Wiederholungen, religiöse Programme und Kinderprogramme liefen. Dieser Teleshopping-Block ist nur um 6.00 Uhr morgens vor der Ausstrahlung der Morningshow Malaysia Hari Ini von Montag bis Donnerstag und Borak Kopitam von Freitag bis Sonntag verfügbar. Am 31. Dezember 2018 wurde dieser Teleshopping-Block um 5.30 morgens vor der Ausstrahlung der Sendung Tanyalah Ustaz vorverlegt, die von TV9 auf TV3 verlegt wurde.